# Финелли, Джулиано
Джулиано Финелли (итал. Giuliano Finelli; 1602, Каррара — 16 августа 1653, Рим) — итальянский скульптор эпохи барокко, школы Джованни Лоренцо Бернини.

## Биография
Джулиано родился в городке Каррара (Тоскана), известном центре добычи и обработки знаменитого каррарского мрамора, в семье мастеров-мраморщиков. Учился ремеслу в мастерской Микеланджело Наккерино, а затем несколько лет в мастерской Бернини, которую покинул в 1629 году. Причиной ухода было разочарование и обида гордого ученика за то, что Бернини давал ему самые незначительные поручения, например проработку деталей при завершении скульптурной группы «Аполлон и Дафна».
Какое-то время он подрабатывал, в чём ему помогал Пьетро да Кортона. 3 мая 1638 года Джулиано Финелли женился на Флавии, дочери художника Дж. Ланфранко, который несколько лет работал в Неаполе. Согласно заявлениям, сделанным по этому поводу, Финелли и его «свёкор» знали друг друга «около четырнадцати лет». В браке родились три дочери: Тереза, Маргарита и Джустина.
Через несколько лет после ухода от Бернини Финелли переехал в Неаполь со своим учеником и племянником Доменико Гвиди. Там он получил известность благодаря портретам и тринадцати статуям в Капелле Сан-Дженнаро собора Неаполя, города, где он стал прямым конкурентом скульптора Козимо Фанзаго.
Финелли умер в Риме в 1653 году по неизвестным причинам.

## Особенности художественного стиля
Различие индивидуальных стилей двух скульпторов, Бернини и Финелли, становится очевидным при сравнении их работ. Бернини больше внимание уделял динамике композиции, экспрессии образов и пластике «большой формы»; Финелли педантичен в обработке мельчайших деталей: складок одежд, кружевных манжетов и жабо, локонов волос портретируемых. Это различие можно увидеть при сравнении выполненных скульпторами двух портретных бюстов их общего покровителя, кардинала Шипионе Боргезе. Финелли также создал портрет кардинала Джулио Антонио Санторио (ок. 1630 г.) в римской церкви Сан-Джованни-ин-Латерано и многие другие портретные бюсты знаменитых людей Рима.

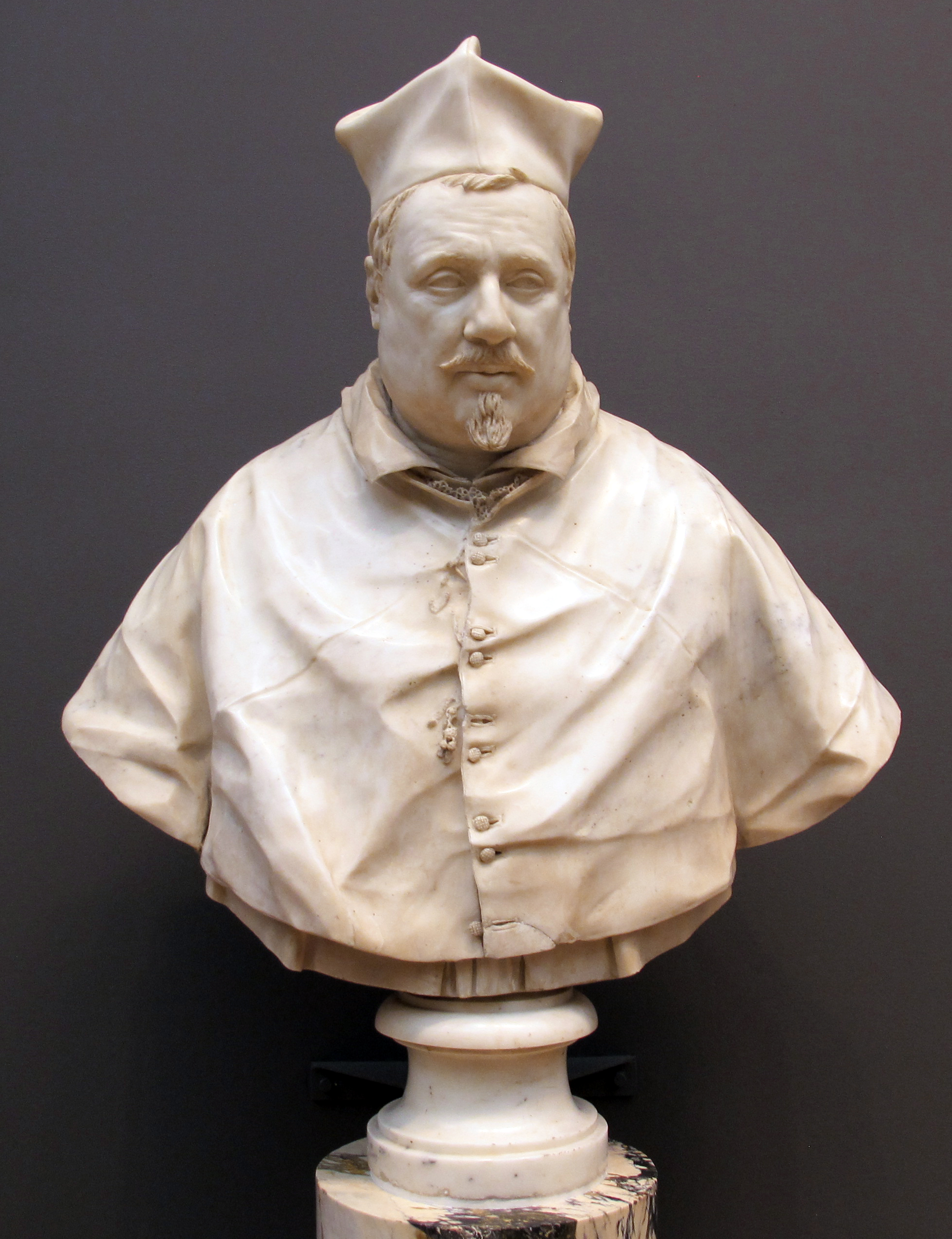
Портрет кардинала Шипионе Боргезе. 1632. Мрамор. Метрополитен-музей, Нью-Йорк
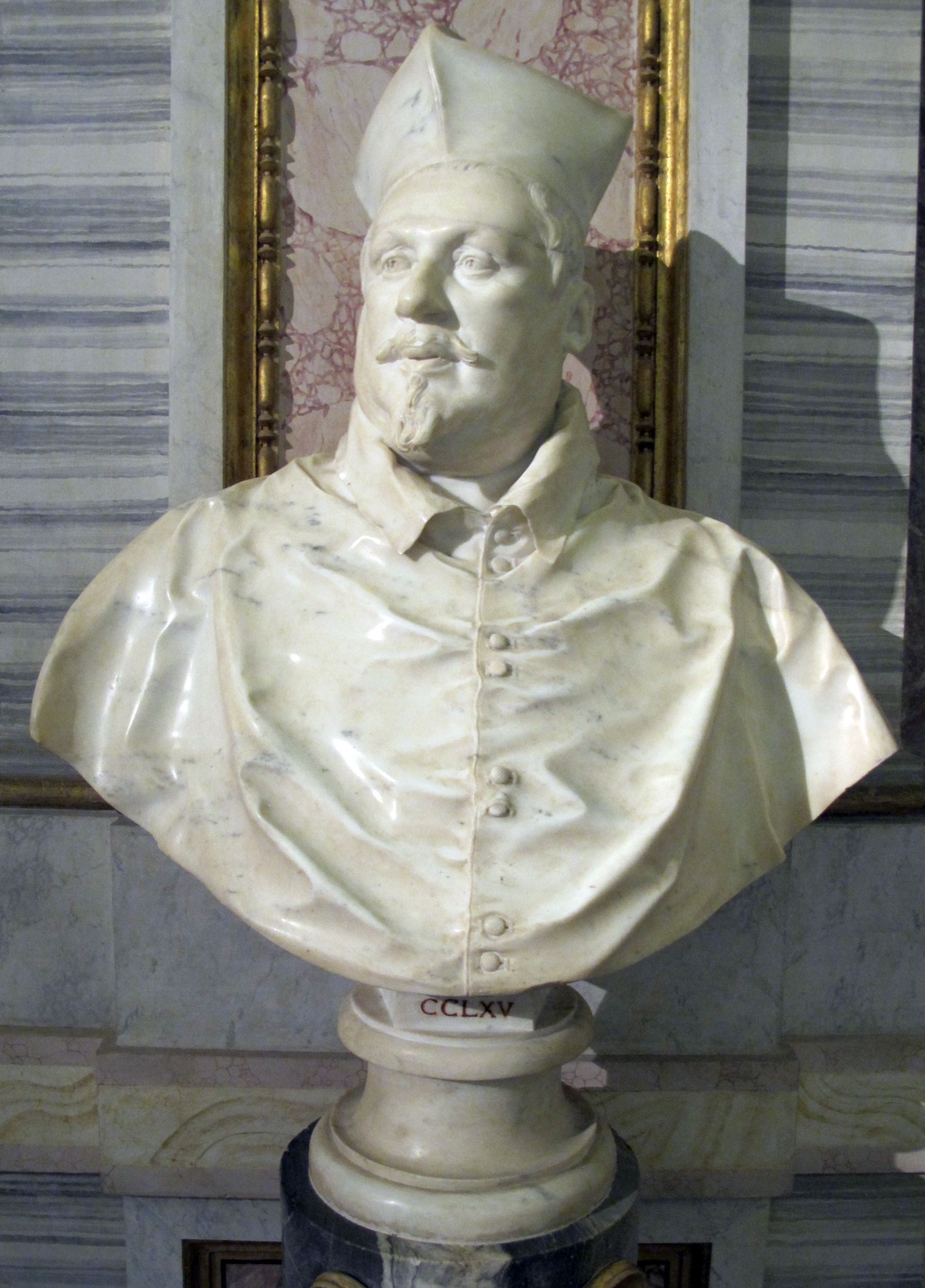
Дж. Л. Бернини. Бюст кардинала Шипионе Боргезе. 1632. Мрамор. Галерея Боргезе. Рим
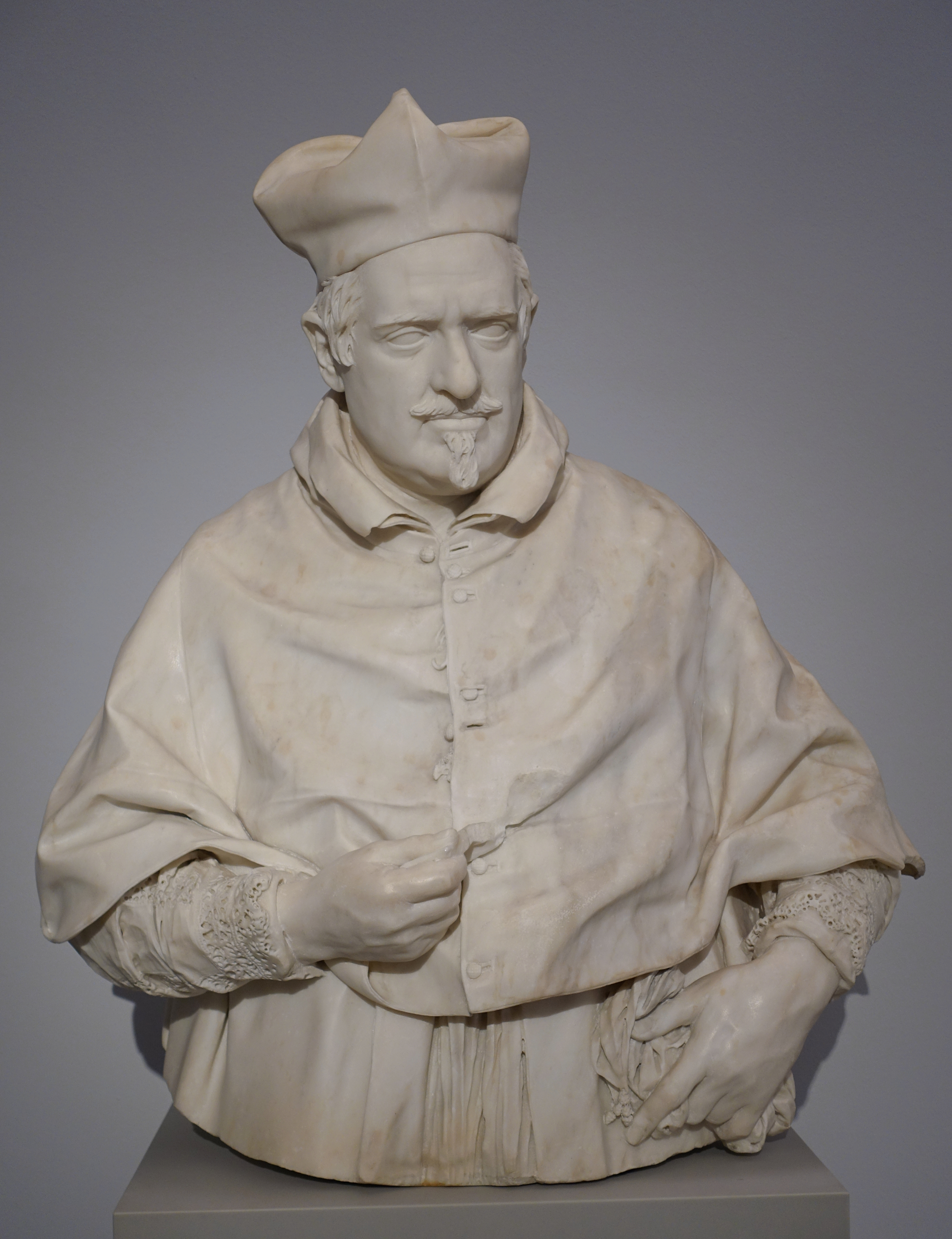
Портрет кардинала Монтальто. Ок. 1630 г. Мрамор. Музей Боде, Берлин
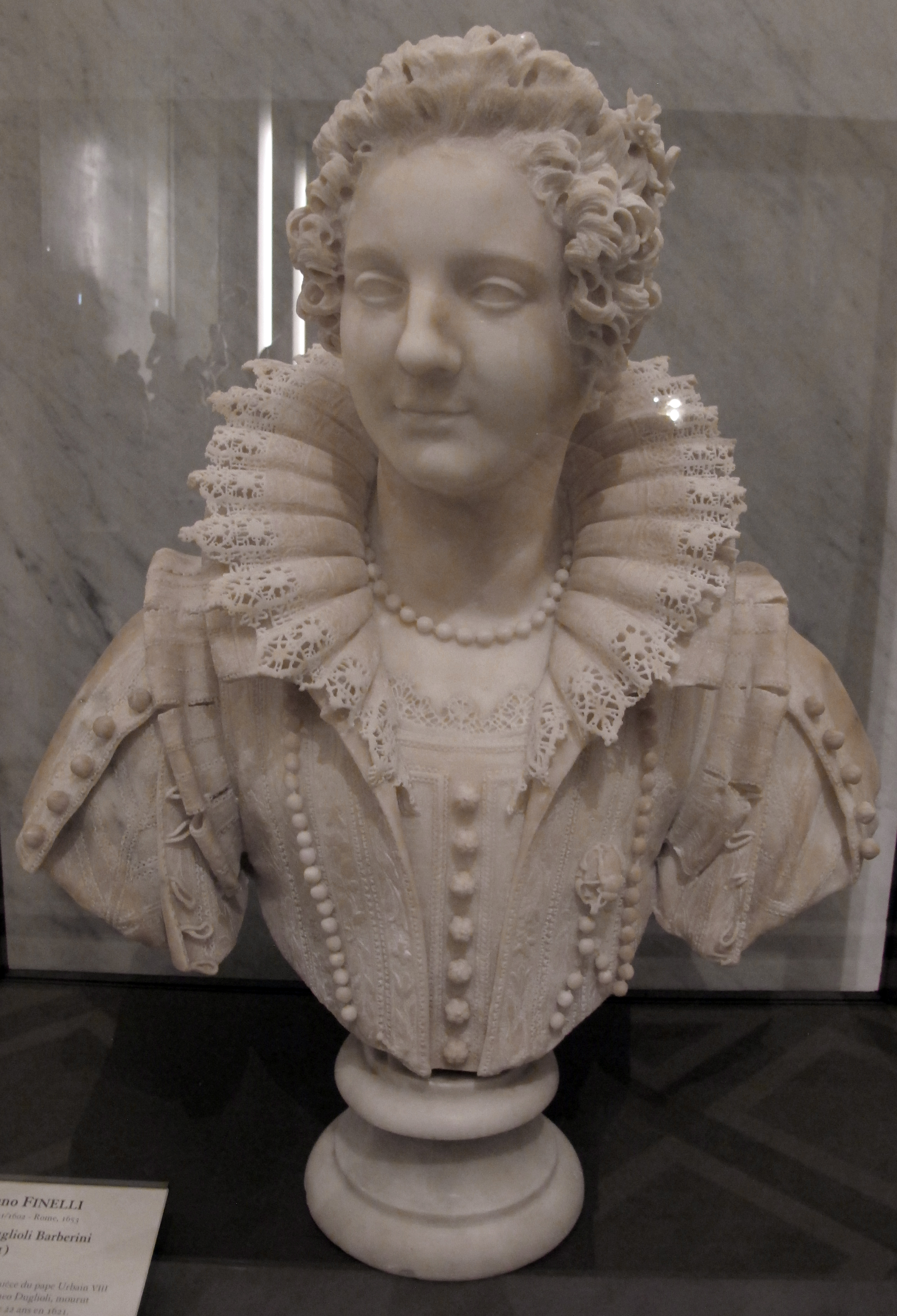
Портрет Марии Дульоли Барберини. 1626. Мрамор. Лувр, Париж
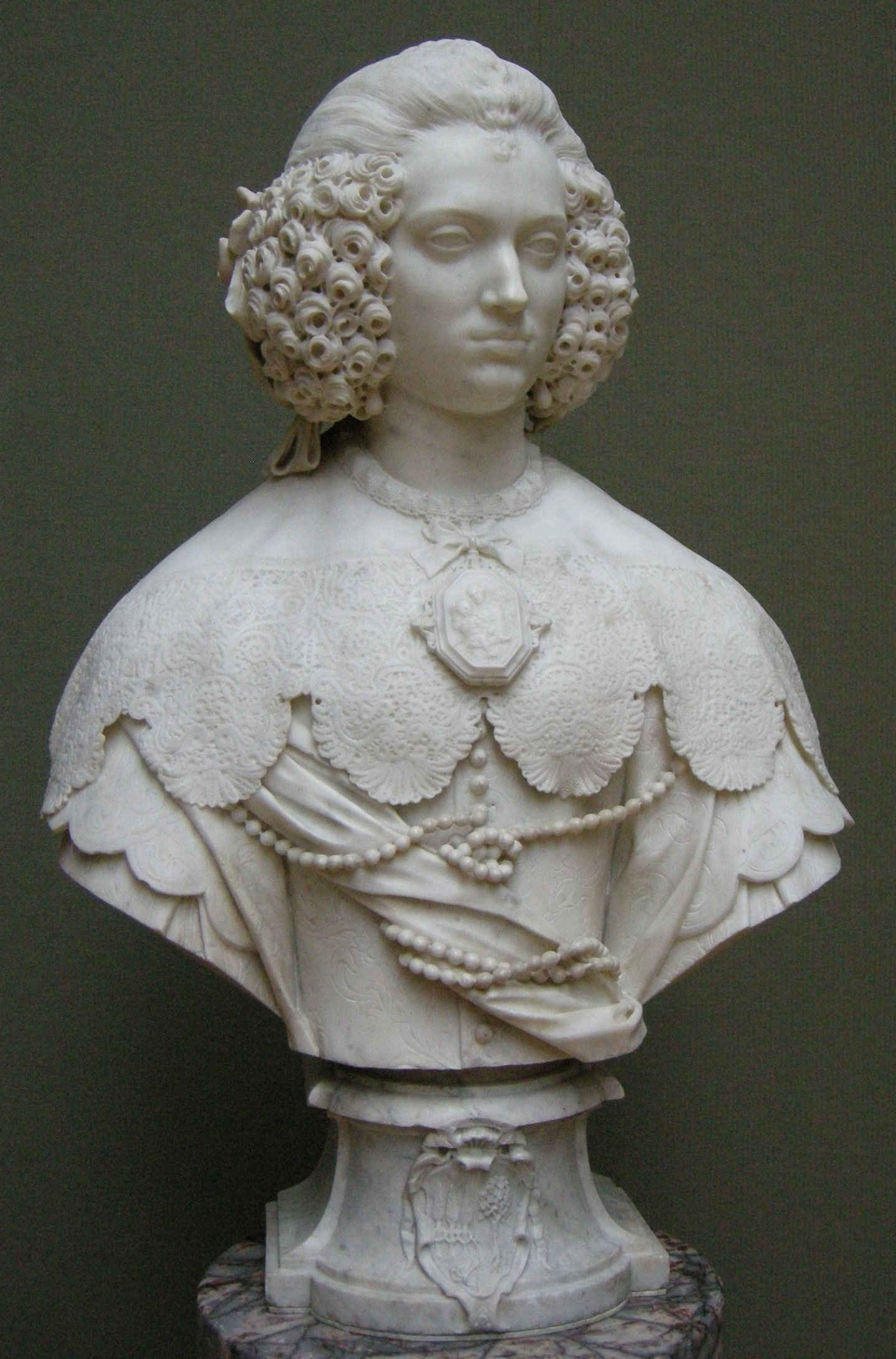
Портрет Марии Черри Капраника. 1637. Мрамор. Музей Гетти, Калифорния
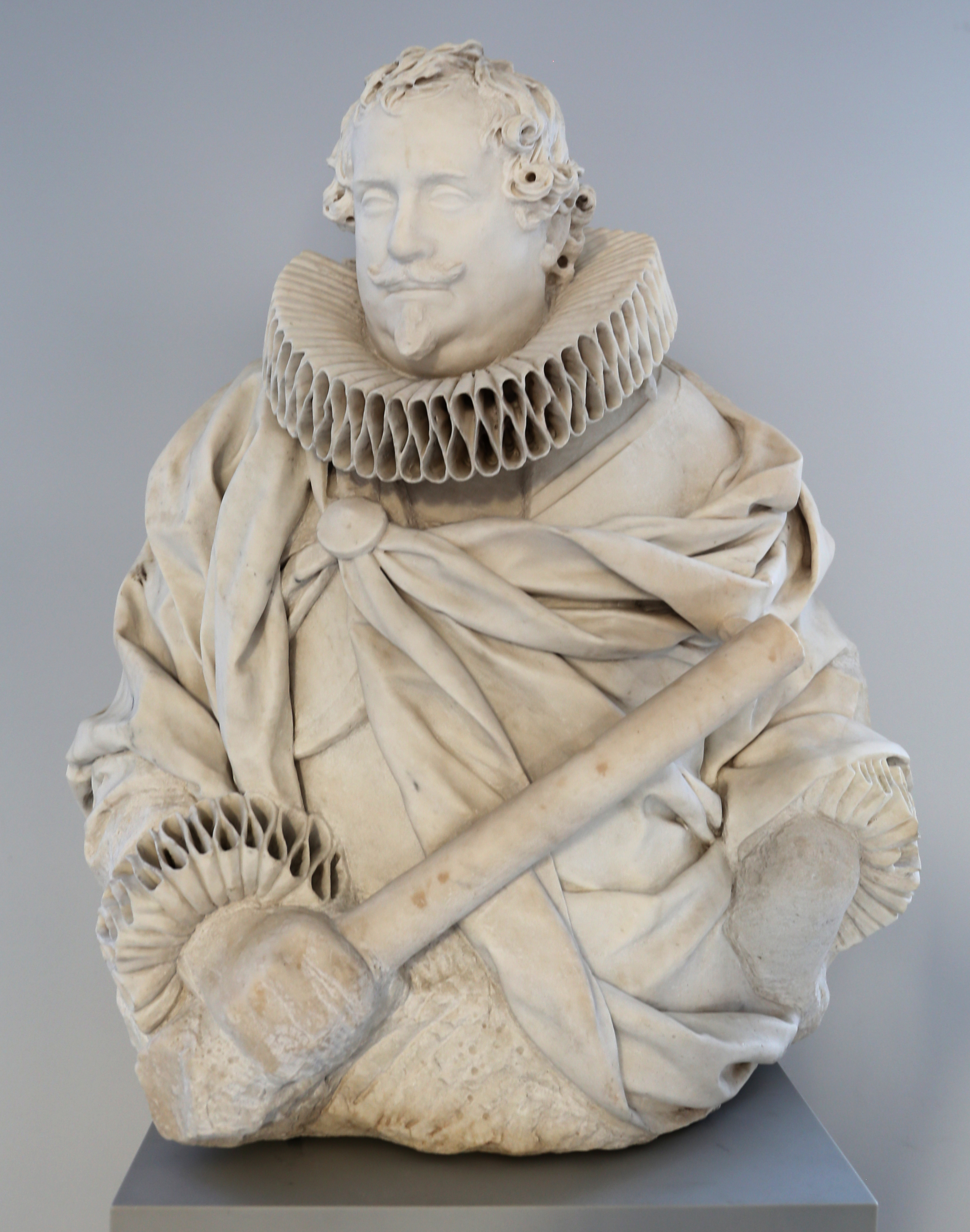
Портрет Микеле Дамасчени-Перетти. Мрамор. Музей Боде, Берлин